# Visions du réel
Visions du réel es un festival internacional de cine, especializado en filmes documentales, uno de los más importantes en Europa en este dominio. Este evento se desarrolla en Nyon, en Suiza, generalmente hacia fines de abril de cada año.
A lo largo de los años, este festival ha acogido a grandes realizadores de cine, como por ejemplo: Johan van der Keuken, Robert Kramer, Alexandre Sokourov, Robert Frank, Raymond Depardon, Atom Egoyan, y Frederick Wiseman. 

## Filosofía del festival
El festival tiene por misión principal mostrar al mundo y a la sociedad tal cual es, ofreciendo gran diversidad de enfoques, lo que permite abarcar variadas experiencias, reflexiones, y aspiraciones.
La programación y la organización favorece el encuentro y el diálogo entre realizadores de todos los formatos del cine realidad (experimental, ensayo, diario íntimo, film de familia, investigación histórica, gran reportaje, recreación épica, etc.).